# Процес на парашутистите и подводничарите
Процесът на парашутистите и подводничарите е наказателен съдебен процес (Дело № 503 от 1942 г.) на Софийския военнополеви съд срещу 27 български комунисти-политемигранти.
Те са членове на групи от т.нар. парашутисти и подводничари, изпратени да организират въоръжените противодържавни и терористични сили в България с помощта на разузнаването на СССР. Подготвени са 9 групи: 5 групи парашутисти (спуснати с парашути), 3 групи „подводничари“ (доплували от подводници), група за влизане в страната през зелена граница.
По време на следствието и процеса от обвиняемите са направени признания, разкриващи ролята на Москва и Георги Димитров – роля, прикривана от СССР и тогава, и по времето на т. нар. Народен съд, тъй като съветските действия са нарушаване на неутралитета между двете държави.

## Предистория
След началото на войната между Германия и Съветския съюз лидерът на Българската комунистическа партия и Коминтерна Георги Димитров обсъжда със съветското правителство възможността за организиране на въстание в България, но съветският диктатор Йосиф Сталин отхвърля тази възможност, поради малките шансове за успех и невъзможността за ефективна съветска подкрепа.
Вместо това е решено в страната да бъдат изпратени няколко диверсионни групи. Те са обучени в специална бригада на военното разузнаване на НКВД при голяма секретност, без да бъде информирано ръководството на българските комунисти и дори Георги Димитров.
Според Каменов през юни 1941 г. Георги Димитров пише писмо до секретаря на ЦК на КПСС А. Андреев, в което го моли да се преразгледат делата на 130 български комунисти, попаднали в лагерите ГУЛаг. Той се обосновава, че те са честни, предани на каузата, не са нарушавали партийната дисциплина и съвсем не са извършили делата, за които са обвинявани. Желанието на Димитров е удовлетворено и част от тях са включени в редовия състав на изпратените в България парашутисти и подводничари през август 1941 г.

## Развой на акцията
В края на лятото на 1941 г. със съветски подводници и самолети в България нелегално пристигат 61 разузнавачи и военни специалисти начело със съветския полковник Цвятко Радойнов. От тях 55 са българи, 5 руснаци и 1 чех. Българите са дейци на БРП (к). Целта е „получаване на разузнавателна информация, осъществяване на саботаж и терористични актове във военни обекти, осигуряване на неутралитет на България във войната със СССР и подготовка на въоръжено въстание“.
Парашутистите са пет групи. Командири на групи са Атанас Дамянов, Груди Филипов, Стоян Палаузов, Симеон Симеонов и Йордан Кискинов. Спуснати са две групи на 14 септември 1941 г. в околностите на Добрич, една група на 19 септември 1941 г. в околностите на Трявна, една група на 22 септември 1941 г. край с. Долно Ботево, Хасковско, и една група на 6 октомври 1941 г. край с. Лахана (Гърция).
Подводничарите са 3 групи, които акостират на българския бряг на 11 август 1941 г. при устието на река Камчия. Командири на групи са Съби Димитров, Цвятко Радойнов и Аврам Стоянов. Групата на Иван Винаров трябва да достигне до България през Иран и Турция.
Въпреки тайната подготовка на акцията, тя става известна на германското разузнаване още през юли и информацията е предадена на българските власти. От прехвърлените в страната 56 души 13 са убити, 28 са заловени, а останалите успяват да се укрият.Акцията не среща подкрепа сред българското население, което активно участва в залавянето на диверсантите. Част от тях загиват, съдбата на 1 участник е неизвестна, други попадат в заложени клопки.
СССР отхвърля българската протестна нота за хвърлянето на парашутисти и взривни вещества, като определя характера на посочените факти като „клеветнически“ и приписва акцията на Германия или Румъния. Въпреки това съветски пълномощен министър в София получава възможност да се срещне със заловените парашутисти.

## Съдебен процес
Срещу арестуваните 27 участници в групите е образувано дело № 503 от 1942 г. и се провежда наказателен съдебен процес на Софийския военнополеви съд. Делото се гледа от 9 юни 1942 г. при закрити врати. Подсъдими по делото са: Цвятко Радойнов, Трифон Георгиев, Васил Йотов, Иван Изатовски, Йозеф Байдо, Андон Бекяров, Димитър Димитров, Васил Додов, Стефан Пашев, Борис Томчев, Делчо Наплатанов, Иван Дреновски, Лъчезар Аврамов, Август Попов, Георги Кратунчев, радистът Дмитрий Тепляков, Иван Иванов, Георги Башикаров, Янко Янев Комитов, Тодор Фотакев Николов, Николай Романов, Мирко Петков, Симеон Славов, Иван Щерев, Мильо Милев, Димо Астаджов, Владимир Чернов.
На 26 юни съдът издава смъртни присъди на 18 от подсъдимите: полковник Цвятко Радойнов, Трифон Георгиев, Васил Цаков, Иван Изатовски, Андон Бекяров, Димитър Димитров, Васил Вълчанов, Стефан Маринов, Борис Томчев, Делчо Наплантанов, Август Попов, Георги Кратунчев, Иван Йорданов, Мирко Станков, Симеон Филипов, Иван Щерев, Мильо Минчев и Димо Астаджов. Разстреляни са същия ден в стрелбището на Школата за запасни офицери в София (днес музей „Гарнизонно стрелбище“).
Смъртната присъда на Лъчезар Аврамов е заменена поради непълнолетие с доживотен затвор. По-късно е сред ръководителите на БКП и министър.

## Участници
Командири на групи: Атанас Дамянов, Йордан Кискинов, Стоян Палаузов, Симеон Симеонов, Груди Филипов (парашутисти); Съби Димитров, Цвятко Радойнов, Аврам Стоянов (подводничари); Иван Винаров.
Осъдени на смърт и разстреляни (26): Цвятко Радойнов, Трифон Георгиев, Васил Йотов, Иван Изатовски, Йозеф Байдо, Андон Бекяров, Димитър Димитров, Васил Додов, Стефан Пашев, Борис Томчев, Делчо Наплатанов, Иван Дреновски, Август Попов, Георги Кратунчев, Димитър Тепляков, Иван Иванов, Георги Башикаров, Янко Янев Комитов, Тодор Фотакев Николов, Николай Романов, Мирко Петков, Симеон Славов, Иван Щерев, Мильо Милев, Димо Астаджов, Владимир Чернов.